# Máša Halamová
Máša Halamová, de son vrai nom Mária Pullmanová, née le 28 août 1908 et morte le 17 juillet 1995 , est une poétesse, écrivaine pour enfants et traductrice slovaque.

## Biographie
Máša Halamová a étudié la langue et la civilisation française à Paris en 1929-1930. Elle travaille dans une maison d'édition de Bratislava après la Seconde Guerre mondiale.
Máša Halamová est enterrée dans le cimetière national de Martin (en).

## Œuvre
Ses deux premiers recueils poétiques, Un don et Le Coquelicot, ont pour sujet la vie d'une jeune femme, d'un point de vue sentimental et moral.

## Liste des œuvres

### Poésie
- 1928 : Dar (Un don)
- 1932 : Červený mak (Le Coquelicot)
- 1966 : Smrť tvoju žijem (Je vis ta mort)

### Littérature pour la jeunesse
- 1957 : Svrček a mravci
- 1962 : Mechúrik Košťúrik s kamarátmi
- 1965 : Petrišorka
- 1966 : Hodinky
- 1976 : O sýkorke z kokosového domčeka

## Traduction
- Anthologie de la poésie tchèque et slovaque, trad. Ladislav Franěk, Stefan Rudzan, Ivan Gavora, Messidor / Unesco, 1987 MASA HALAMOVA : « J'accuse ! » et « Rêve », transcription poétique de Jacques Gaucheron, p. 345-347